# Решение Керра — Ньюмена
Реше́ние Ке́рра — Нью́мена — точное решение уравнений Эйнштейна, описывающее невозмущённую электрически заряженную вращающуюся чёрную дыру без космологического члена. Астрофизическая значимость решения неясна, так как предполагается, что встречающиеся в природе коллапсары не могут быть существенно электрически заряжены.

## Форма решения и его свойства
Трёхпараметрическое семейство Керра — Ньюмена — наиболее общее решение, соответствующее конечному состоянию равновесия не возмущаемой внешними полями чёрной дыры (согласно теоремам об «отсутствии волос» для известных физических полей). В координатах Бойера — Линдквиста (Boyer — Lindquist) метрика Керра — Ньюмена даётся выражением:
{\displaystyle ds^{2}=-\left(1-{2\,Mr-Q^{2} \over \Sigma }\right)\,dt^{2}-2(2\,Mr-Q^{2})a{\sin ^{2}\theta  \over \Sigma }\,dt\,d\varphi \,+}
{\displaystyle +\left(r^{2}+a^{2}+{(2\,Mr-Q^{2})a^{2}\sin ^{2}\theta  \over \Sigma }\right)\sin ^{2}\theta \,{d\varphi ^{2}}+{\Sigma  \over \Delta }\,dr^{2}+{\Sigma \,{d\theta ^{2}}},}
где {\displaystyle \Sigma \equiv r^{2}+a^{2}\cos ^{2}\theta }; {\displaystyle \Delta \equiv r^{2}-2Mr+a^{2}+Q^{2}} и {\displaystyle a\equiv L/M}, где {\displaystyle L} — момент импульса, нормированный на скорость света, а {\displaystyle Q} — аналогично нормированный заряд.
Из этой простой формулы легко вытекает, что горизонт событий находится на радиусе: {\displaystyle r_{+}=M+{\sqrt {M^{2}-Q^{2}-a^{2}}}}, и следовательно параметры чёрной дыры не могут быть произвольными: электрический заряд и угловой момент не могут быть больше значений, соответствующих исчезновению горизонта событий. Должны выполняться следующие ограничения:
{\displaystyle a^{2}+Q^{2}\leqslant M^{2}} — это ограничение для ЧД Керра — Ньюмена.
Если эти ограничения нарушатся, горизонт событий исчезнет, и решение вместо чёрной дыры будет описывать так называемую «голую» сингулярность, но такие объекты, согласно распространённым убеждениям, в реальной Вселенной существовать не должны (согласно пока не доказанному, но правдоподобному принципу космической цензуры). Альтернативно, под горизонтом может находиться источник сколлапсировавшей материи, которая закрывает сингулярность, и поэтому внешнее решение Керра или Керра — Ньюмена должно быть непрерывно состыковано с внутренним решением уравнений Эйнштейна с тензором энергии-импульса этой материи. Сингулярность исчезает вместе с ограничением на параметры ЧД решения Керра-Ньюмена.
Ещё в 1970 году В. Израэль рассмотрел источник решения Керра — Ньюмена в виде вращающегося диска, закрывающего этот ход. Это направление было развито К. Лопезом (C. L`opez), показавшим, что керровская сингулярность может быть закрыта вращающейся оболочкой (bubble), и в этом случае ограничение на параметры решения Керра — Ньюмена не действует. Более того, как заметил Б. Картер (1968), решение Керра — Ньюмена обладает таким же гиромагнитным отношением, как у электрона согласно уравнению Дирака. История этого направления для решения Керра — Ньюмена излагается в работе arXiv:0910.5388[hep-th].
Метрику Керра — Ньюмена (и просто Керра, но не Шварцшильда) можно аналитически продолжить через горизонт таким образом, чтобы соединить в чёрной дыре бесконечно много «независимых» пространств. Это могут быть как «другие» вселенные, так и удалённые части нашей Вселенной. В таким образом полученных пространствах есть замкнутые времениподобные кривые: путешественник может, в принципе, попасть в своё прошлое, то есть встретиться с самим собой. Вокруг горизонта событий вращающейся чёрной дыры также существует область, называемая эргосферой, практически эквивалентная эргосфере из решения Керра; находящийся там стационарный наблюдатель обязан вращаться с положительной угловой скоростью (в сторону вращения чёрной дыры).

## Координаты Керра — Шильда
Наиболее простое выражение решения Керра и Керра — Ньюмена принимают в форме Керра — Шильда (КШ), в которой метрика имеет вид
{\displaystyle g_{\mu \nu }=\eta _{\mu \nu }+2Hk_{\mu }k_{\nu }},
где {\displaystyle \eta _{\mu \nu }} является метрикой вспомогательного пространства Минковского с декартовыми координатами {\displaystyle x=x^{\mu }(x)=(t,x,y,z)}.
В этой форме {\displaystyle k^{\mu }(x)} является векторным полем светоподобных направлений. Часто говорят «нулевых» направлений, поскольку {\displaystyle k_{\mu }k^{\mu }=g_{\mu \nu }k^{\mu }k^{\nu }=0}. Заметим, что специфическая структура формы метрики КШ гарантирует, что поле {\displaystyle k^{\mu }(x)} является также нулевым относительно вспомогательного плоского пространства, то есть {\displaystyle \eta _{\mu \nu }k^{\mu }k^{\nu }=0} .
Функция H имеет вид
{\displaystyle H={\frac {Mr-|Q|^{2}/2}{r^{2}+a^{2}\cos ^{2}\theta }},}
где {\displaystyle r,\theta } — это сплюснутые сфероидальные координаты Керра, которые определяются соотношением
{\displaystyle x+iy=(r+ia)e^{i\phi }\sin \theta ,\ z=r\cos \theta .}
и переходят вдали от ЧД в обычные сферические координаты.
В этих координатах компоненты вектора {\displaystyle k_{\alpha }} определяются из дифференциальной формы
{\displaystyle k_{\alpha }dx^{\alpha }=dr-dt-a\sin ^{2}\theta d\phi }
путём сравнения коэффициентов перед дифференциалами. Это один из примеров вычисления с применением очень удобного аппарата внешних форм, который и был использован Керром для получения решения в первой и последующих работах.
В действительности, Керровская угловая координата {\displaystyle \phi } очень необычна, и простая форма КШ связана с тем, что вся сложность решения скрыта в форме векторного поля {\displaystyle k^{\mu }(x)}, которое представляет собой вихревой светоподобный поток, образующий так называемую Главную Нулевую Конгруэнцию (ГНК).
В декартовых координатах компоненты векторного поля {\displaystyle k_{\mu }} определяются формой
{\displaystyle k_{\mu }dx^{\mu }=-dt+{\frac {z}{r}}dz+{\frac {r}{r^{2}+a^{2}}}(xdx+ydy)-{\frac {a}{r^{2}+a^{2}}}(xdy-ydx)}.
В теории КШ для определения этого поля используются также «нулевые» (световые) декартовы координаты
{\displaystyle u=(z-t)/{\sqrt {2}},\quad v=(z+t)/{\sqrt {2}},\quad \zeta =(x+iy)/{\sqrt {2}},\quad {\bar {\zeta }}=(x-iy)/{\sqrt {2}}},
в которых конгруэнция имеет компоненты, определяемые дифференциальной формой
{\displaystyle k_{\mu }^{(\pm )}dx^{\mu }=P^{-1}(du+{\bar {Y}}^{\pm }d\zeta +Y^{\pm }d{\bar {\zeta }}-Y^{\pm }{\bar {Y}}^{(\pm )}dv)}.
Это выражение определяется комплексной функцией {\displaystyle Y(x)}, которая имеет два решения {\displaystyle Y^{\pm }(x)}, что даёт для векторного поля {\displaystyle k^{\mu }(x)} две различные конгруэнции (ГНК). Таким образом, решение для вращающихся ЧД может быть записано в двух различных формах, которые базируются на «входящей в» ЧД или «исходящей из» ЧД конгруэнции, что соответствует так называемым алгебраически специальным решениям типа D (по классификации Петрова).
Представление в форме КШ обладает рядом преимуществ, так как конгруэнция, все координаты и форма решений для электромагнитного (ЭМ) поля и метрики оказываются жёстко связанными с координатами вспомогательного плоского пространства и не зависят от положения горизонта и границы эргосферы. Более того, решения КШ однозначно продолжаются аналитически через горизонт внутрь ЧД и далее на «отрицательный» лист — область отрицательных значений сплюснутой радиальной координаты {\displaystyle r}.
В координатах Керра {\displaystyle \theta ,\phi } функция {\displaystyle Y(x)} имеет вид
{\displaystyle Y(x)=e^{i\phi }\tan {\frac {\theta }{2}}} .
Геометрически, она представляет собой проекцию небесной сферы с координатами {\displaystyle \theta ,\phi } на комплексную плоскость
{\displaystyle Y} , однако зависимость {\displaystyle x\to Y(x)} очень нетривиальна и задаётся тесно связанной с твисторами теоремой Керра. Фактически, ГНК формирует костяк решения Керра как вихрь твисторных лучей. Функция {\displaystyle P} для покоящегося решения имеет вид
{\displaystyle P={\frac {1}{\sqrt {2}}}(1+Y{\bar {Y}})}.
Подобно форме метрики КШ, все тензорные характеристики решения должны быть согласованными с векторным полем ГНК, и в частности, вектор-потенциал ЭМ поля решения Керра — Ньюмена выражается в виде
{\displaystyle A^{\mu }=\Re e{\frac {Qr}{r^{2}+a^{2}\cos ^{2}\theta }}k^{\mu }}.
Керровская сингулярность находится под горизонтом. Она связана с сингулярностью функции H и соответствует значениям {\displaystyle r=0} и одновременно {\displaystyle \theta =0}. Она представляет собой кольцо, открывающее проход к отрицательному листу геометрии Керра, {\displaystyle r<0}, на котором значения массы и заряда, а также направления полей меняются на обратные. (Не путайте с максимальным аналитическим расширением решений через горизонт ЧД, описанным несколько ниже.) Этот второй лист («Алисово зазеркалье») долгое время был загадкой решения Керра.